# Sargocentron
Sargocentron ist eine Gattung der Husarenfische (Holocentrinae). Zu dieser Gattung werden 35 Arten mit eher gedrungenem Körperbau gezählt, die in der Karibik und im tropischen Indopazifik leben.

## Merkmale
Ihr Körper ist 2,5- bis 3,5 mal länger als hoch. Die Fische haben ein spitzes Maul. Der Unterkiefer steht nicht, wie bei der Gattung Neoniphon, vor. Der letzte Flossenstrahl der ersten, hartstrahligen Rückenflosse ist vom ersten Flossenstrahl der zweiten, weichstrahligen Rückenflosse genau so weit entfernt wie von seinem vorderen Nachbarn. Sargocentron-Arten werden 7 bis 45 Zentimeter lang. Sie sind von rötlicher, bräunlicher oder silbriger Farbe und tragen an ihren Flanken oft Längsstreifen. Die Kiemendeckelstacheln einiger indopazifischer Arten der Gattung sind giftig und können schmerzhafte Wunden verursachen. Bei atlantischen Arten ist keine Giftwirkung bekannt.

## Systematik

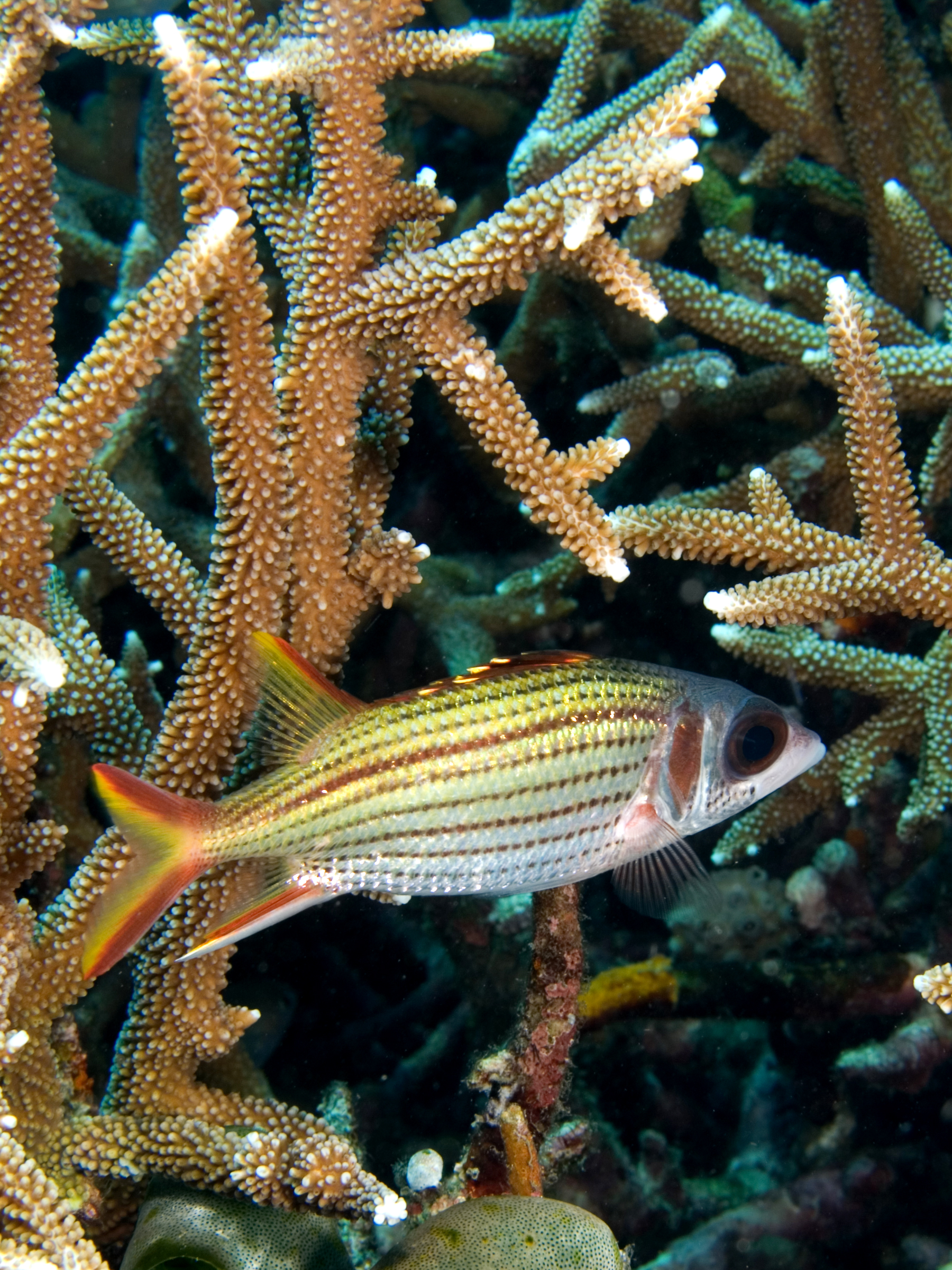
Sargocentron microstoma

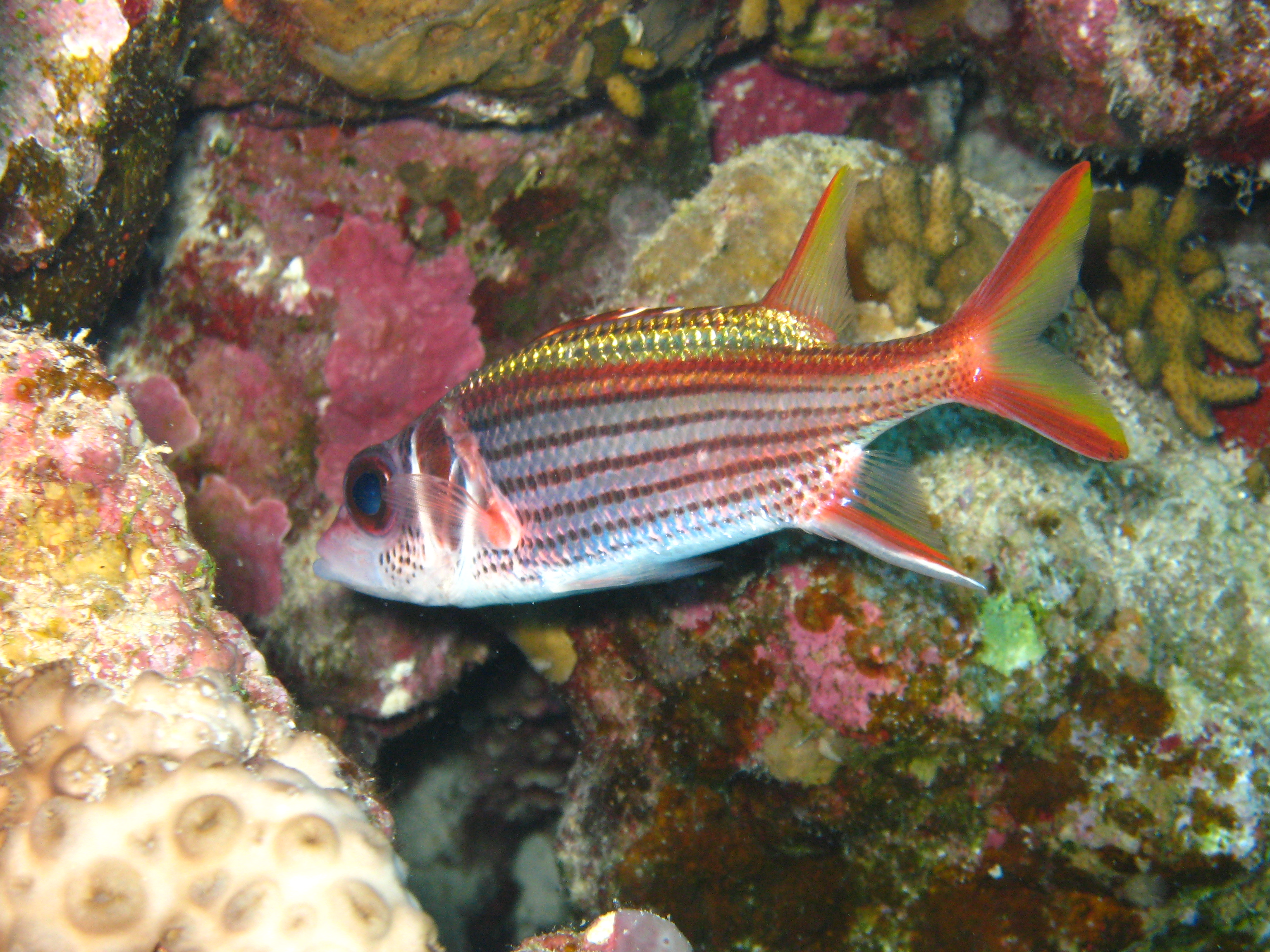
Sargocentron rubrum

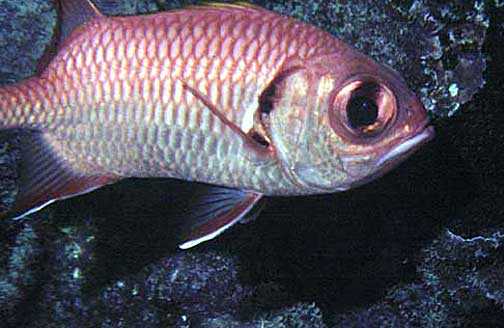
Sargocentron xantherythrum

Aktuellen phylogenetischen Untersuchungen zufolge ist die Gattung nicht monophyletisch. Hier die ihr bisher zugerechneten Arten:
- Gattung Sargocentron Fowler, 1904.
  - Sargocentron borodinoensis Kotlyar, 2017.
  - Sargocentron bullisi (Woods, 1955).
  - Silberfleck-Husarenfisch (Sargocentron caudimaculatum) (Rüppell, 1838).
  - Dreifleck-Husarenfisch (Sargocentron cornutum) (Bleeker, 1853).
  - Sargocentron coruscum (Poey, 1860).
  - Diadem-Husarenfisch (Sargocentron diadema) (Lacepède, 1802).
  - Sargocentron dorsomaculatum (Shimizu & Yamakawa, 1979).
  - Sargocentron ensifer (Jordan & Evermann, 1903).
  - Sargocentron furcatum (Günther, 1859).
  - Sargocentron hastatum (Cuvier in Cuvier & Valenciennes, 1829).
  - Sargocentron hormion Randall, 1998.
  - Sargocentron inaequalis Randall & Heemstra, 1985.
  - Sargocentron iota Randall, 1998.
  - Sargocentron ittodai (Jordan & Fowler, 1902).
  - Sargocentron lepros (Allen & Cross, 1983).
  - Sargocentron macrosquamis Golani, 1984.
  - Sargocentron marisrubri Randall, Golani & Diamant, 1989.
  - Sargocentron megalops Randall, 1998.
  - Schwarzflecken-Husarenfisch (Sargocentron melanospilos) (Bleeker, 1858).
  - Feinstreifen-Husarenfisch (Sargocentron microstoma) (Günther, 1859).
  - Sargocentron poco (Woods, 1965).
  - Sargocentron praslin (Lacepède, 1802).
  - Gesprenkelter Husarenfisch (Sargocentron punctatissimum) (Cuvier in Cuvier & Valenciennes, 1829).
  - Rotstreifen-Husarenfisch (Sargocentron rubrum) (Forsskål, 1775).
  - Seychellen-Husarenfisch (Sargocentron seychellense) (Smith & Smith, 1963).
  - Sargocentron shimizui Randall, 1998.
  - Großdorn-Husarenfisch (Sargocentron spiniferum) (Forsskål, 1775).
  - Sargocentron spinosissimum (Temminck ans Schlegel, 1843).
  - Sargocentron suborbitalis (Gill, 1863).
  - Blaustreifen-Husarenfisch (Sargocentron tiere) (Cuvier in Cuvier & Valenciennes, 1829).
  - Rosa Husarenfisch (Sargocentron tiereoides) (Bleeker, 1853).
  - Dunkler Husar (Sargocentron vexillarium) (Poey, 1860).
  - Violetter Husarenfisch (Sargocentron violaceum) (Bleeker, 1853).
  - Sargocentron wilhelmi (de Buen, 1963).
  - Hawaii-Husarenfisch (Sargocentron xantherythrum) (Jordan & Evermann, 1903).